# Murvaux
Murvaux ist eine französische Gemeinde mit 138 Einwohnern (Stand: 1. Januar 2022) im Département Meuse in der Region Grand Est (vor 2016: Lothringen). Die Gemeinde gehört zum Arrondissement Verdun und zum Kanton Stenay. 

## Geographie
Murvaux liegt etwa 38 Kilometer nordnordwestlich von Verdun. Umgeben wird Murvaux mit den Nachbargemeinden Lion-devant-Dun im Norden, Mouzay im Norden und Nordosten, Louppy-sur-Loison im Nordosten, Brandeville im Osten und Südosten, Fontaines-Saint-Clair im Süden sowie Milly-sur-Bradon im Westen.

## Bevölkerungsentwicklung
| Jahr                       | 1962 | 1968 | 1975 | 1982 | 1990 | 1999 | 2006 | 2011 | 2019 |
| Einwohner                  | 259  | 245  | 196  | 173  | 161  | 144  | 151  | 148  | 142  |
| Quellen: Cassini und INSEE |      |      |      |      |      |      |      |      |      |

## Sehenswürdigkeiten
- Kirche Présentation-de-la-Bienheureuse-Sainte-Vierge

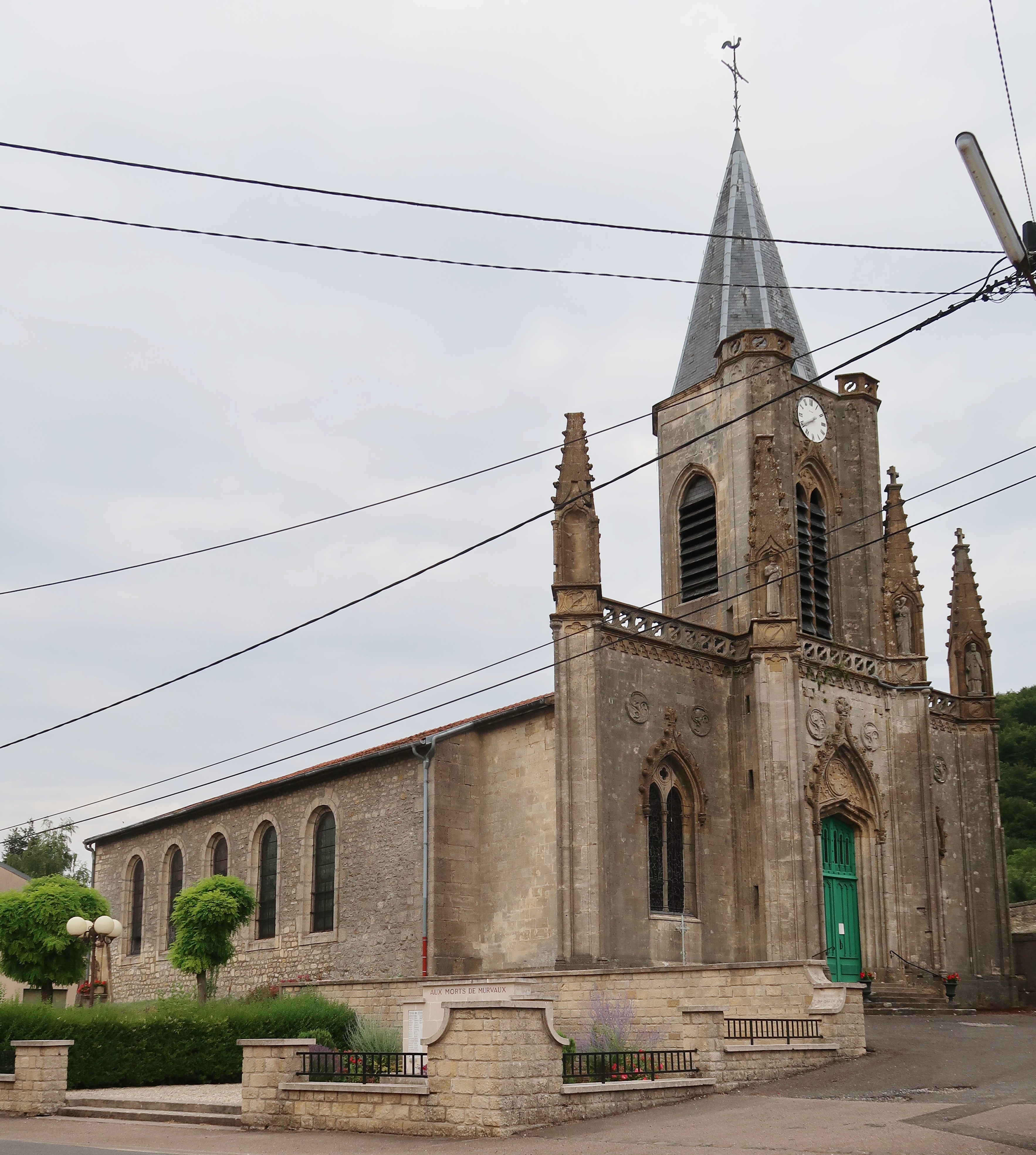
Kirche Présentation-de-la-Bienheureuse-Sainte-Vierge